# Марк Петчі
Марк Петчі (англ. Mark Petchey; нар. 1 серпня 1970) — колишній британський тенісист.
Найвищу одиночну позицію світового рейтингу — 80 місце досяг 8 серпня 1994, парну — 104 місце — 5 серпня 1996 року.
Здобув 1 парний титул.
Найвищим досягненням на турнірах Великого шолома було 3 коло в одиночному розряді.
Завершив кар'єру 1998 року.

## Фінали за кар'єру

### Парний розряд (1–1)
| Легенда                |
| Великий шлем (0)       |
| Tennis Masters Cup (0) |
| Серія Мастерс ATP (0)  |
| Тур ATP (1)            |

| Результат | Ранг | Дата     | Турнір                           | Покриття | Партнер        | Суперники              | Рахунок       |
| --------- | ---- | -------- | -------------------------------- | -------- | -------------- | ---------------------- | ------------- |
| Поразка   | 1.   | Сер 1994 | Connecticut Open, США            | Тверде   | Ендрю Флорент  | Олів'є Делетр Гі Форже | 4–6, 6–7      |
| Перемога  | 2.   | Чер 1996 | Nottingham Open, Велика Британія | Трава    | Денні Сепсфорд | Ніл Брод Піт Норвал    | 6–7, 7–6, 6–4 |